# Llibre d'Ageu
El Llibre d'Ageu és un dels llibres de l'Antic Testament, dins del grup dels llibres profètics. Narra la reconstrucció del Temple de Jerusalem després de l'exili babilònic i la profecia sobre un període de pau al seu voltant, sota el regnat de Zorobabel. El llibre va ser escrit cap al 520 aC, poc després dels fets que narra, fet que fa creure a alguns estudiosos que en efecte l'autor, el profeta Ageu, conegut només per referències menors en altres llibres, va viure la reconstrucció del Temple. Es creu però que el llibre recull les seves paraules, i potser devia ser obra d'algun testimoni. En una de les seves profecies s'al·ludeix i s'elogia a Zorobabel, líder dels jueus, sota la direcció del qual i la dels summe sacerdot Josuè es van iniciar les obres de reconstrucció de la casa de Jehovà. També parla d'una futura llei sacerdotal que regularia els elements sants i impurs introduïts a l'interior del Temple, que, sens dubte, diu, sobrepassarà en esplendor a l'anterior.